# 池田鉄洋
池田 鉄洋（いけだ てつひろ、1970年10月31日 - ）は、東京都出身の俳優、声優、演出家、脚本家。「表現・さわやか」主宰。愛称は「池鉄（イケテツ）」。身長175cm、体重65kg。血液型はAB型。國學院大學卒業。ホリプロ所属。

## 略歴
- 2004年、劇団「猫のホテル」内でコントユニット「表現・さわやか」を立ち上げ、劇作家、演出家としても活動している。
- 2009年4月8日にスタートした『子育てプレイ』(毎日放送製作）でテレビドラマを初演出。
- 2011年8月6日公開の映画『行け!男子高校演劇部』で初めて映画の脚本を手掛けた。
- 2012年5月に20年間所属していた劇団「猫のホテル」を退団した。
- 2014年3月9日、30代の一般女性と結婚[1]。池田が出演している「3月9日」（レミオロメン）のミュージックビデオを妻が気に入り、この日を結婚記念日にしたいと希望したという。

## 人物
- 元々は舞台中心の活動だったが、『TRICK』や『医龍』に個性的なキャラクターで起用され、一躍名が知られた。
- 趣味は映画鑑賞、ニアレトログッズ収集、へなちょこマンガ描き。
- 特技は水泳、スキー、キャンピング。普通自動車免許・剣道初段の資格所持。
- 家族構成は母、妹。姪や甥には「鉄ちゃん」と呼ばれている。
- 2007年夏まで8年間、四畳半の部屋で生活していた。『スターボウリング』出演時には「流石に引っ越したい」と吐露していた。
- 2023年8月24日の『プレバト‼』の消しゴムハンコ査定で1位を獲得した上に一発で特待生に昇格した[2][3]。

## 出演

### テレビドラマ
- 大河ドラマ（NHK）
  - 元禄繚乱 第47回（1999年11月28日） - 潮田又之丞 役
  - 武蔵 MUSASHI 第45回（2003年11月9日） - 商人 役
  - 義経 第30回（2005年7月31日） - 白鷺 役
- 池袋ウエストゲートパーク 第7話（2000年5月26日、TBS） - 萩尾 役
- 天国に一番近い男 最終話（2001年6月29日、TBS）
- 土曜ワイド劇場 お祭り弁護士・澤田吾朗（2002年8月31日、テレビ朝日）
- 連続テレビ小説（NHK）
  - こころ（2003年）
  - 純情きらり（2006年） - 河原亮一 役
  - らんまん（2023年） - 及川福治 役[4][5]
- ぼくの魔法使い 第1話・最終話（2003年4月19日・7月5日、日本テレビ） - 面接官 役
- 刑事調査官 玉坂みやこ（2003年7月11日、フジテレビ） - コンビニ強盗 役
- 劇団演技者。（フジテレビ）
  - ストリップ（2004年9月 - 10月） - 吉田諒 役
  - 冬のユリゲラー（2005年8月 - 9月） - 河岡 役
- 離婚弁護士スペシャル（2005年1月6日、フジテレビ）
- 笑う三人姉妹（2005年5月 - 6月、NHK総合）
- はるか17（2005年7月 - 9月、テレビ朝日）
- トリック 新作スペシャル（2005年11月13日、テレビ朝日） - 秋葉原人 役
  - 警部補 矢部謙三（2010年4月9日 - 5月14日）
  - トリック 新作スペシャル2（2010年5月15日）
  - 警部補 矢部謙三2（2013年7月5日 - 8月30日）
  - トリック 新作スペシャル3（2014年1月12日）
- ですよねぇ。（2006年1月 - 3月、TBS） - 河合 役
- 医龍-Team Medical Dragon-（2006年4月 - 6月、フジテレビ） - 木原毅彦 役
  - 医龍-Team Medical Dragon-2（2007年10月 - 12月）
  - 医龍-Team Medical Dragon-3（2010年10月 - 12月）
  - 医龍-Team Medical Dragon-4（2014年1月 - 3月）
- 下北サンデーズ（2006年7月 - 9月、テレビ朝日） - 渋谷尚人 役
- ヒミツの花園（2007年1月9日 - 3月20日、関西テレビ・フジテレビ） - 片岡修 役
- 和田アキ子殺人事件（2007年2月12日、TBS）
- エリートヤンキー三郎（2007年4月 - 6月、テレビ東京） - 関根孝三 役
- 帰ってきた時効警察 第七話（2007年5月25日、テレビ朝日） - 尾行男 役
- 鬼嫁日記 いい湯だな 第9話（2007年6月12日、フジテレビ）
- Friend-Ship Project 90秒の家族物語「夏休み」篇（2007年7月30日 - 8月12日、テレビ東京）
- 週刊真木よう子「ひなかの金魚」（2008年6月4日、テレビ東京） - 健二 役
- わたしのきもち スキルファミリー（2008年、NHK教育） - モラッチャ王3世 役
- キミ犯人じゃないよね? 第4話（2008年5月2日、テレビ朝日） - 西条五郎 役
- ハチワンダイバー 第3話・第6話（2008年5月17日・6月14日、フジテレビ） - 海豚一郎 役
- オトコマエ! 第8回（2008年6月14日、NHK総合） - 前坂小五郎 役
- 太陽と海の教室（2008年7月 - 9月、フジテレビ） - 赤木保則役
- チチ、カエル。〜ボクとオカマの夏休み〜（2008年10月6日、フジテレビ）
- 親孝行プレイ（2008年11月、毎日放送・中部日本放送など数局で放送） - 電気屋 役
- ヴォイス〜命なき者の声〜 第5話（2009年2月9日、フジテレビ）
- ROMES/空港防御システム（2009年10月 - 12月、NHK総合）
- 時々迷々（2009年11月、NHK教育） - 菱川育男 役
- 東京DOGS 第8話（2009年12月7日、フジテレビ）
- 不毛地帯 第14話「百億の賭け」（2010年2月4日、フジテレビ） - 早乙女パリ駐在員 役
- 東京リトル・ラブ セカンド・シーズン（2010年8月、フジテレビ）
- 24時間テレビ スペシャルドラマ みぽりんのえくぼ（2010年8月28日、日本テレビ） - 画材店店員 役
- 連続テレビドラマ 犬飼さんちの犬（2011年1月 - 4月、東名阪ネット6） - 蓮田喜一郎 役
- LADY〜最後の犯罪プロファイル〜 第9話（2011年3月4日、TBS） - 謎の男 役
- ドラマW ／連続ドラマW（WOWOW）
  - 引き継ぎ（2011年3月27日） - 矢部俊夫 役
  - 闇の伴走者 第2話（2015年4月18日）[6] - 戸村和也 役
  - 悪の波動 殺人分析班スピンオフ（2019年10月6日 - 11月3日）[7] - 井口智一 役
  - 密告はうたう 警視庁監察ファイル（2021年8月22日 - 9月26日） - 須賀透 役
    - 密告はうたう2 警視庁監察ファイル（2024年8月11日 - 9月29日）[8][9]
- バラ色の聖戦（2011年9月 - 10月、テレビ朝日） - 桐嶋信輝 役
- ストロベリーナイト 第9話 - 最終話「ソウルケイジ」（2012年3月6日 - 3月20日、フジテレビ） - 戸部真樹夫 役
- 謎解きはディナーのあとで スペシャル（2012年3月27日、フジテレビ） - 島袋俊一 役
- これでいいのだ!!赤塚不二夫と二人の妻（2012年4月8日、NHK） - 赤塚不二夫 役
- 都市伝説の女 第2話（2012年4月20日、テレビ朝日） - 黒岩大 役
- ATARU CASE5（2012年5月13日、TBS） - 井下田悦四郎 役
- トッカン 特別国税徴収官（2012年7月 - 9月、日本テレビ） - 金子長十郎 役
- さんすう刑事ゼロ 第1話（2013年4月8日、NHK） - 中目中 役
- BS時代劇 妻は、くノ一 第5話（2013年5月3日、NHK BSプレミアム）
- WONDA×AKB48 ショートストーリー「フォーチュンクッキー」（2013年7月7日、フジテレビ）
- プレミアムよるドラマ POWER GAME〜パワーゲーム〜（2013年8月 - 9月、NHK BSプレミアム） - 三雲和弘 役
- 人生ごっこ（2013年12月22日、フジテレビ） - 暗木狂四郎 役
- セーラー服と宇宙人（エイリアン）〜地球に残った最後の11人〜（2014年6月 - 8月、日本テレビ） - ギュル 役
- 水球ヤンキース 第1話・第9話・最終話（2014年7月12日・9月13日・20日、フジテレビ）
- ほんとにあった怖い話 15周年スペシャル「S銅山の女」（2014年8月16日、フジテレビ）
- 私たちがプロポーズされないのには、101の理由があってだな 第1・16話（2014年11月6日・2015年2月24日、LaLa TV） - みず江 役
- 信長協奏曲 第8話（2014年12月1日、フジテレビ） - 商人頭 役
- びったれ!!! 第1話（2015年1月14日、テレビ神奈川） - 流 行人（ながれ いくと）役
- 木曜時代劇（NHK）
  - 風の峠〜銀漢の賦〜（2015年1月 - 2月） - 津田伊織 役
  - 鼠、江戸を疾る2（2016年4月 - 6月） - 浅吉 役 [10]
- 民王 第5話（2015年8月28日、テレビ朝日） - 黒川 役
- ドラマスペシャル 家政婦は見た! 第2作（2015年12月5日、テレビ朝日） - 岩倉真也 役
- ドラえもん、母になる〜大山のぶ代物語〜（2015年12月13日、NHK BSプレミアム） - 橋本浩二（プロデューサー） 役[11]
- 怪盗探偵 山猫 第2話（2016年1月23日、日本テレビ） - 中岡俊一 役
- 99.9-刑事専門弁護士-（TBS） - 大島（北野）道昭 役
  - Season I 第7話（2016年5月29日）
  - 完全新作SP新たな出会い篇（2021年12月29日）
- 警視庁 ナシゴレン課 第7話（2016年11月29日、テレビ朝日） - タイコモチ 役
- 視覚探偵 日暮旅人 第4話 - 第7話（2017年2月19日 - 3月5日、日本テレビ） - 今林 役
- 100万円の女たち（2017年4月 - 6月、テレビ東京） - 森口竜市 役
- 小さな巨人（2017年4月 - 6月、TBS） - 杉本学 役
- 脳にスマホが埋められた!（2017年7月 - 9月、日本テレビ） - 竹ノ塚史郎 役
- 先に生まれただけの僕（2017年10月 - 12月、日本テレビ） - 河原崎孝太郎 役
- アンナチュラル（2018年1月12日 - 3月16日、TBS） - 末次康介 役
- シグナル 長期未解決事件捜査班（2018年4月10日 - 6月12日、関西テレビ・フジテレビ） - 小島進也 役
  - シグナル 長期未解決事件捜査班 スペシャル（2021年3月30日）
- ミューブ♪〜秘密の歌園〜（2018年4月17日 - 6月19日、メ〜テレ） - 富山先生 役（「池田テツヒロ」名義で脚本も担当）[12]
- 健康で文化的な最低限度の生活 第7話 （2018年8月28日、関西テレビ） - 中林吉徳 役
- 忘却のサチコ 第2歩・第9歩（2018年10月26日・12月7日、テレビ東京） - ジーニアス黒田 役
- プリティが多すぎる 第5話・第6話（2018年11月16日・23日、日本テレビ） - 戸馬一樹 役
- 家売るオンナの逆襲 第3話（2019年1月23日、日本テレビ） - 木村剛史 役
- 名探偵・明智小五郎（2019年3月30・31日、テレビ朝日） - 羽柴壮二 役
- TWO WEEKS（2019年7月16日 - 9月17日、関西テレビ・フジテレビ） - 久留和保 役
- ひまわりっ! 〜宮崎レジェンド〜（2020年6月1日 - 6月12日、テレビ宮崎） - 梅原 役（「池田テツヒロ」名義で脚本も担当）
  - ひまわりっ 〜宮崎レジェンド2〜（2022年5月16日 - 5月27日）
- アンサング・シンデレラ 病院薬剤師の処方箋（2020年7月16日 - 9月24日、フジテレビ） - 七尾拓 役[13]
- バベル九朔（2020年10月20日 - 12月22日、日本テレビ） - 四条さん 役
- どんぶり委員長（2020年10月25日 - 2021年1月3日、BSテレ東） ※カメオ出演。脚本も担当（池田テツヒロ名義）
- 二月の勝者-絶対合格の教室-（2021年10月16日 - 12月18日、日本テレビ） - 橘勇作 役[14]
- 赤いナースコール（2022年7月11日 - 9月26日、テレビ東京） - 工藤文世 役[15]
- 新・信長公記〜ノブナガくんと私〜（2022年7月24日 - 9月25日、読売テレビ・日本テレビ） - 日下部誠太郎 役
- 池波正太郎生誕100年BS特集時代劇「まんぞく まんぞく」（2022年12月30日、NHK BSプレミアム） - 金吾 役[16]
- パパとなっちゃんのお弁当（2023年1月16日 - 3月17日、日本テレビ） - 東山厳（千夏の担任）役[17]（「池田テツヒロ」名義で脚本も担当[18]）
- 連続ドラマW ギバーテイカー（2023年1月22日 - 2月19日、WOWOW） - 湊靖久 役
- 藤子・F・不二雄 SF短編ドラマ『定年退食』（2023年4月16日、NHK BSプレミアム） - 吹山の息子 役
- CODE-願いの代償- 第8話（2023年8月20日、読売テレビ・日本テレビ） - 後藤芳樹 役[19]
- 家政夫のミタゾノ 第6シリーズ 第5話（2023年11月7日、テレビ朝日） - 宇崎貴利 役[20][21]
- 不適切にもほどがある! 第4話（2024年2月16日、TBS） - 関根 役
- 春になったら 第6話・第10話（2024年2月19日・3月18日、関西テレビ・フジテレビ） - 矢萩義昭 役
- 日越外交関係樹立50周年記念ドラマ「ベトナムのひびき」（2024年3月2日、NHK BSプレミアム4K / 3月17日、NHK BS） - 塚本次郎 役[22]
- これから配信はじめます 第4話（2024年3月30日、テレビ東京） - 主演・桂木祐介 役[23]
- ブラックペアン シーズン2 第4話・第5話（2024年7月28日・8月5日、TBS） - 野田吉行 役[24]
- 黒蜥蜴（2024年9月29日、BS-TBS/BS-TBS 4K）- 波越警部 役
- 秘密〜THE TOP SECRET〜（2025年1月20日 - 、関西テレビ・フジテレビ） - 田城 役[25]
- 相続探偵 第4話（2025年2月15日、日本テレビ） - 一条寺与平 役[26]

### 配信ドラマ
- ロス:タイム:ライフ 第12節・親子篇（2010年6月、LISMO Channel他）
- 警部補 矢部謙三 〜人工頭脳VS人工頭毛〜（2017年3月・4月、ビデオパス・テレ朝動画） - 秋葉原人 役
- 会社は学校じゃねぇんだよ（2018年4月 - 6月、AbemaTV） - 黒沢武雄 役
- 田中圭24時間テレビ（2018年12月15日・16日、AbemaSPECIAL2） - 池田鉄洋（本人） 役[27]
- SICK'S 覇乃抄 〜内閣情報調査室特務事項専従係事件簿〜（2019年3月 - 5月、Paravi） - 埴生庵太 役
- 深夜食堂 -Tokyo Stories Season2-「秋鮭ときのこ」（2019年10月31日、Netflix） [28]
- 珈琲“もう一杯”いかがでしょう 第6話（2021年5月10日、Paravi） - 池田 役※全話（4月6日 - 5月24日）の脚本も担当（池田テツヒロ名義）[29]
- 二月の勝者〜胸騒ぎの自習室〜（2021年11月20日、Hulu） - 橘勇作 役[30]
- トラックガール（2023年7月19日、FOD） - 宮原昇 役[31]
  - トラックガール2 第5話（2025年6月7日〈予定〉、FOD）[32]
- 十角館の殺人（2024年3月22日 - 、Hulu） - 島田修 役[33]

### バラエティほか
- サラリーマンNEO
  - サラリーマンNEO Season2（2007年、NHK）
  - サラリーマンNEO Season3（2008年、NHK）
  - サラリーマンNEO Season4（2009年4月 - 9月、NHK）
  - サラリーマンNEO Season5（2010年4月 - 9月、NHK）
- タモリ倶楽部（テレビ朝日）
- わたしのきもち（2008年4月 - 2010年3月、NHK教育） - モラッチャ王 役
- カートゥンKAT-TUN（2008年6月4日 - 、日本テレビ） - 掃除夫 （第61回 - ）
- ネプリーグ (2008年9月22日、2021年3月22日、2024年11月11日)
- 日立 世界・ふしぎ発見!（2009年12月5日 - 、TBS）
- 額縁をくぐって物語の中へ（2011年4月 - 、NHK BSプレミアム）
- SKE48のマジカル・ラジオ2（2012年5月29日、日本テレビ） - プロデューサー 役
- スナック喫茶エデン（2012年10月21日、フジテレビ）
- (秘)荷物!開封バラエティー ビックラコイタ箱（2015年4月22日、4月28日、8月9日、中京テレビ）
- 演劇人は、夜な夜な、下北の街で呑み明かす…第4夜（2016年7月前編20・22日、後編27・29日、BSスカパー!）
- にほんごであそぼ（2017年4月 - 、NHK教育） - ネズミ 役、「百人一首劇場」ひゃくにん・いっしゅ 役（脚本も担当）
- 逆襲のビリーちゃん 〜最下位に学ぶ人生の歩き方〜（2019年2月18日、テレビ東京）[34] - MC
- 木村多江の、いまさらですが…（NHK Eテレ、2022年3月24日・8月6日、2023年4月24日 - ） - アートディレクター
- 踊る!さんま御殿!!（2022年11月29日、日本テレビ）
- プレバト!!（不定期、毎日放送・TBS） - 色鉛筆・特待生5級、消しゴムはんこ・特待生5級など

### 映画
- 毒婦マチルダ（1998年） - 北朝鮮スパイ・殺し屋ジョン 役
- サノバビッチ☆サブ 〜青春グッバイ〜（2000年） - エスパージョン 役
- 近未来蟹工船 レプリカント・ジョー（2002年） - ビル 役
- NANA（2005年） - 横井 役
- トリック
  - トリック劇場版2（2006年） - 秋葉原人 役
  - 劇場版TRICK 霊能力者バトルロイヤル（2010年） - 秋葉原人 役
- ハチミツとクローバー（2006年） - デザイナー 役
- 非女子図鑑「男の証明」（2009年） - プロデューサー 役
- ブラック会社に勤めてるんだが、もう俺は限界かもしれない（2009年） - 井出 役
- 悪夢のエレベーター（2009年）
- シーサイドモーテル（2010年） - 石塚将也 役
- 行け!男子高校演劇部（2011年） - 顧問・神田 役
- サラリーマンNEO 劇場版(笑)（2011年） - 小西健太 役
- ゴーストライターホテル（2011年）
- LIAR GAME -再生- (2012年) - 嶋タカヒロ 役
- バカリズム THE MOVIE（2012年） - 車谷博士 役
- 大奥〜永遠〜［右衛門佐・綱吉篇］（2012年）
- TOKYOてやんでぃ（2013年2月23日公開）
- サンゴレンジャー（2013年6月15日公開） - 木崎豊 役
- 謝罪の王様（2013年） - 店長（みせなが） 役
- マエストロ!（2015年1月31日公開） - 今泉徹 役
- 勝手にふるえてろ（2017年12月23日公開） - 整体師役
- 今夜、ロマンス劇場で（2018年2月10日公開） - 虎（三獣士） 役
- 劇場版パタリロ!（2019年6月28日公開）[35]（「池田テツヒロ」名義で脚本も担当）
- 任侠学園（2019年9月27日公開） - 健一 役[36]
- 屍人荘の殺人（2019年12月13日公開） - 管野唯人 役
- ヤウンペを探せ!（2020年11月20日公開） - タロウ 役
- 劇場版シグナル 長期未解決事件捜査班（2021年4月2日公開） - 小島信也 役[37]
- ウェディング・ハイ（2022年3月12日公開） - 石川充 役[38]
- 仮面ライダーギーツ×リバイス MOVIEバトルロワイヤル（2022年12月23日） - コラス 役[39]
- もしも徳川家康が総理大臣になったら（2024年7月26日） - 徳川綱吉 役[40]

### テレビアニメ
- おしりたんてい（2018年 - 2023年） - パーマネント[41]、カニール、つばめぐみ でし、ヤガール 役
- デリシャスパーティ♡プリキュア（2022年 - 2023年） - 品田門平 / シナモン 役

### 劇場アニメ
- 映画 おしりたんてい カレーなる じけん（2019年4月26日） - パーマネント 役
- 映画おしりたんてい テントウムシいせきの なぞ（2020年8月14日） - パーマネント 役
- 映画おしりたんてい スフーレ島のひみつ（2021年8月13日） - パーマネント 役
- 映画おしりたんてい シリアーティ（2022年3月18日） - パーマネント 役[42]
- 映画おしりたんてい さらば愛しき相棒（おしり）よ（2024年3月20日） - パーマネント 役[43]
- 映画おしりたんてい スター・アンド・ムーン（2025年3月20日） - パーマネント 役[44]

### Webアニメ
- 印西あるある物語（2022年） - 益男 役（「池田テツヒロ」名義で脚本も担当）[45]

### 舞台
- 表現・さわやか全公演 作・演出
- いのうえ歌舞伎☆號「IZO」
- 少女とガソリン
- 労働者M
- AB男
- 悪魔の唄
- はたらくおとこ
- 日本の女
- 止まれない12人
- こちら葛飾区亀有公園前派出所
- MY ROCK'N ROLL STAR
- グッド・アイデアマンズ・ユニーク・アドベンチャー
- ビルの中味
- いいえっ ショッピングです
- 男子はだまってなさいよ!
- ズビビ先生のニュー人生ゲーム（1993年この公演より猫のホテルのほとんどの作品に参加）
- 4 four
- 青山円形劇場プロデュース「ア・ラ・カルト2 〜役者と音楽家のいるレストラン〜」
- バブー・オブ・ザ・ベイビー - UNDEAD OR UNALIVE -（2013年5月 本多劇場 / 仙台市民会館 大ホール） - 作・演出も担当
- ドン・ドラキュラ（2015年4月）
- 舞台版 こちら葛飾区亀有公園前派出所（2016年9月、AiiA 2.5Theater Tokyo、サンケイホールブリーゼ） - 向島三四郎 役
- オーランドー（2017年9月23日 - 10月29日、KAAT神奈川芸術劇場 / 松本市民芸術館 / 兵庫県立芸術文化センター / 新国立劇場中劇場）

### CM
- 大塚製薬 劇団キモチスイッチ
- ブリヂストン
- 白元
- 出光興産
- 大王製紙
- 東京ガス
- 明治製菓
- 白元
- オリックス生命
- 日清オイリオ キャノーラ油
- NTTドコモ ドコモショップ（2007年）
- Friend-Ship Project 「90秒の家族物語"家族の絆"」（2007年夏）
- 味覚糖 「アイバチャンmeets天狗」篇（2012年）
- SBI証券 『「農林中金＜パートナーズ＞おおぶね」シリーズ』「世界経済への航路篇」（2020年4月 - ）[46]

### PV
- レミオロメン「3月9日」
- ゆず「虹」
- ザ・マスミサイル「グッド・バイ」

### 写真展
- 愛子と一郎のイケテルンバ（2007年5月 東京・LAPNET SHIP）
- 愛子と一郎とあいみの、めっちゃイケテルンバ（2008年3月 大阪・ギャラリーhokk）

## 主な作品
スタッフとしてのみ参加した作品を記載。出演もしている作品は「#出演」項を参照。2018年以降、脚本家としては「池田テツヒロ」名義を使用している。

### テレビドラマ
- 吉祥寺ルーザーズ（2022年4月11日 - 6月27日、テレビ東京） - 脚本（第1-5、7、10-12話）[48]
- 恋は50を過ぎてから（2022年12月25日、BS11デジタル） - 脚本[49]
- 心霊内科医 稲生知性（2023年3月27・28日深夜、フジテレビ）1話・2話 - 脚本[50]
  - 心霊内科医 稲生知性2（2023年12月26・27日深夜、フジテレビ）1話・2話 - 脚本
- 家政夫のミタゾノ 第7シリーズ（2025年1月14日 - 3月11日、テレビ朝日）6話 - 脚本（カントリーとして）

### 映画
- ゴッドマザー〜コシノアヤコの生涯〜（2025年5月23日公開、日活・東京テアトル） - 脚本[51]

### 劇場アニメ
- たべっ子どうぶつ THE MOVIE（2025年5月1日公開、TBSテレビ・クロックワークス） - 脚本[52]

### 舞台
- ミュージカル『TARO URASHIMA』（2016年8月 明治座） - 脚本[53]
- 舞台『パタリロ!』
  - 舞台『パタリロ!』（2016年12月 紀伊國屋ホール） - 脚本
  - 舞台『パタリロ!』★スターダスト計画★（2018年3月 天王洲 銀河劇場 /3月 - 4月 森ノ宮ピロティホール） - 脚本
  - 舞台『パタリロ!』～霧のロンドンエアポート～（2021年1月21日-31日 天王洲 銀河劇場）[54]– 脚本
  - 舞台『パタリロ!』～ファントム～（2022年9月1日-11日 天王洲 銀河劇場、9月17日-19日 大阪 サンケイホールブリーゼ）[55] – 脚本
- オフ・ブロードウェイ・ミュージカル『悪魔の毒毒モンスター』
  - オフ・ブロードウェイ・ミュージカル『悪魔の毒毒モンスター』（2020年3月16日 - 25日、よみうり大手町ホール） - 演出
  - オフ・ブロードウェイ・ミュージカル「悪魔の毒毒モンスターREBORN」（2023年1月14日 - 22日、EX THEATER ROPPONGI / 1月27日 - 29日、サンケイホールブリーゼ） - 演出

## 著書
- 『行け！男子高校演劇部』リンダブックス（2011年8月、泰文堂）[56] ISBN 978-4803002546
- 『ミックスサンドイッチ』（2013年10月、徳間書店）[57] ISBN 978-4198636869